# クリープハイプ
クリープハイプ（英語: CreepHyp）は、日本のロックバンド。所属事務所はプリミティブ。レーベルはユニバーサルシグマ。略称は「クリープ」。

## メンバー

### 現メンバー
- 尾崎世界観（おざき せかいかん、1984年11月9日（40歳） - ）
  - ボーカル、ギター担当。
  - 東京都葛飾区出身[4]、岩倉高等学校卒業。「世界観」という名前は、初期メンバー時代の2005年頃にライブの観客から言われた「世界観がいいね」という言葉に対する疑問から[5]。以前は本名の尾崎祐介（おざき ゆうすけ）で活動していた[6]。2016年には半自伝的な小説『祐介』（文藝春秋）で小説家としてもデビューした[4]。
- 小川 幸慈（おがわ ゆきちか、1984年9月19日（40歳） - ）
  - ギター担当。
- 長谷川 カオナシ（はせがわ かおなし、1987年9月23日（37歳） - ）
  - ベース、コーラス担当。名字である「長谷川」は、本名ではなく、デビュー時、メンバーに本名[注 1]で活動することを勧められたが、かたくなに「長谷川カオナシ」という名前を使うことにこだわった[7]。一部の楽曲では作詞・作曲・ボーカル・ヴァイオリンも担当する。「5%」「ナイトオンザプラネット」ではキーボードを担当し、ライブでも演奏する。
- 小泉 拓（こいずみ たく、1979年1月8日（46歳） - ）
  - 中央大学経済学部卒業。ドラム担当。メンバー最年長。小学生のときに夏祭りの和太鼓にハマったのがきっかけでドラムを始めた。

### 元メンバー
- 西田 裕作（にしだ ゆうさく）
  - 2008年に脱退。その後はThe Cheseraseraで活動。
- 美代 一貴（みしろ かずき）
  - 西田と同じく2008年に脱退し、The Cheseraseraで活動[8][9]。
- オオシロ ノリユキ（おおしろ のりゆき)
  - 1stミニアルバム『ねがいり』に記載されている。現在はバンド「茶封筒」で活動。
- 安達
  - カセットテープの無題作の裏に記載されている。ベース担当。
- 市川
  - 安達と同じくカセットテープの無題作の裏に記載されている。ドラム担当。

何度もメンバーの加入と脱退を繰り返しており、他に在籍していたメンバーの詳細ははっきりしない。

## 略歴
- 2001年 - 尾崎が地元の友達である安達・市川と3ピースバンド・クリープハイプを結成。
- 2008年 - 当時のメンバー（西田・美代）の2人が脱退し、尾崎1人のユニットとなる。この当時のエピソードに尾崎が執筆した半自伝小説「祐介」で語られている。
- 3ピースバンド・新世界リチウムがサポートをするようになる。新世界リチウムのスケジュールとクリープハイプのサポートを合わせるのが難しく、小泉、小川、長谷川がサポートをするようになる。[10]
- 2009年 - 小川・長谷川・小泉の3人が正式加入、活動を本格化させる。
- 2011年 - 音楽専門誌やテレビ、ラジオへの露出が相次ぐようになる。
- 2012年 - 4月18日にアルバム『死ぬまで一生愛されてると思ってたよ』を発売しメジャーデビュー。同作が2013年CDショップ大賞に入賞する。10月3日に1stシングル『おやすみ泣き声、さよなら歌姫』を発売。週間オリコンチャートで初登場7位にランクインする。
- 2013年 - 3月6日に2ndシングル『社会の窓』を発売。前作でのオリコン7位ランクインや、以前からのファンへの感情を自虐的に表した表題曲が大きな話題となり、週間オリコンチャートでも初登場10位にランクインし、二作連続でトップ10入りを果たした。4月1日に1stアルバム『死ぬまで一生愛されてると思ってたよ』の副読本『信じていたのに嘘だったんだ』を発売。5月1日に3rdシングル『憂、燦々』を発売。表題曲は資生堂 アネッサ「You! Sun! Sun!」編CMに提供された。7月24日、メジャー2ndアルバム『吹き零れる程のI、哀、愛』を発売。同作が2014年CDショップ大賞に入賞。二作品連続、二年連続での入賞を果たした。10月9日にグループ初のライブDVD『クリープハイプ、ツアーファイナル、中野サンプラザの窓』を発売。10月26日に尾崎が原案、クリープハイプが音楽を手がけた映画『自分のことばかりで情けなくなるよ』が劇場公開する。12月18日に発売されたSMAPの51stシングル『シャレオツ/ハロー』にて、尾崎が「ハロー」の作詞作曲を務めた。
- 2014年 - 3月12日発売のベストアルバム『クリープハイプ名作選』がレコード会社がバンドおよび事務所に一切伝えずに制作されたものが明らかになり、クリープハイプは公式サイトにて声明を発表する[11]。契約更新しないことは決定しており、[10]この後にビクターからユニバーサルシグマへ移籍。現在、公式サイトのディスコグラフィではベストアルバムに関する情報は掲載されていない。5月7日に移籍後の第一弾シングル『寝癖』を発売。週間オリコンチャートで初登場5位にランクインする。1stシングル以来自身最高順位を更新した。7月23日にキャリア初の両A面シングル『エロ/二十九、三十』を発売する。11月5日に6thシングル『百八円の恋』を発売する。表題曲は武正晴監督の映画『百円の恋』の主題歌に書き下ろされた。メジャーデビュー以降シングル・アルバムを通して初めてトップ10入りを逃した作品となる。12月3日に3rdアルバム『一つになれないなら、せめて二つだけでいよう』を発売する。週間オリコンチャートで初登場9位にランクインした。
- 2015年 - 5月5日に7thシングル『愛の点滅』を発売する。デイリーオリコンチャートで2位、週間チャートでは5位にランクインする。表題曲は佐藤祐市監督の映画『脳内ポイズンベリー』の主題歌に書き下ろされた。9月12日公開の映画『私たちのハァハァ』で本人役で映画出演。音楽も担当[12]。9月30日に8thシングル『リバーシブルー』を発売する。広瀬すずが出演する明星食品「一平ちゃん夜店の焼きそば　マヨンナ編」CMに、カップリングの「わすれもの」は前述の映画『私たちのハァハァ』の主題歌に書き下ろされた。
- 2016年 - 3月23日に9thシングル『破花』を発売する。表題曲は代々木ゼミナール「代ゼミ、合格改革。」篇CMに書き下ろされた。6月30日に尾崎が自身初の小説『祐介』を発売。尾崎がメジャーデビューする以前のエピソードを脚色した半自伝小説となっている。8月10日に10thシングル『鬼』を発売。表題曲は日本テレビ系ドラマ『そして、誰もいなくなった』の主題歌に書き下ろされた[13]。TVドラマに楽曲を提供したのは今作が初である。9月7日に4thアルバム『世界観』を発売。週間オリコンチャートで初登場4位にランクインし、シングル・アルバム作品を通して自身の最高順位を約二年半ぶりに更新した。ジャケットは小説『祐介』と紐付いたデザインとなっている。
- 2017年 - 2月22日に5曲入りの作品集『もうすぐ着くから待っててね』を発売する。TVアニメ『亜人』第2クールのテーマソングに書き下ろした「校庭の隅に二人、風が吹いて今なら言えるかな」や、東京メトロ「Find my Tokyo.」のCMに書き下ろし、ロックバンドKANA-BOONのボーカル谷口鮪とコラボした「陽」などが収録された。4月26日に11thシングル『イト』を発売。表題曲は菅田将暉の主演映画『帝一の國』の主題歌に書き下ろされた。5月24日に尾崎の二作目となるエッセイ本『苦汁100%』を発売。5月31日にSTUTSとコラボを組んだシングル『NO SWALLOWS,NO LIFE.』をタワーレコード限定で発売する。

## エピソード
- 尾崎の作る独特の歌詞と、ハイトーンボイスが特徴的[14]である。この特徴は、「クリープハイプのファンの女性の心情」を描いた2ndシングル『社会の窓」において、自虐的に歌詞にも組み入れられている[15]。
- 松居大悟はメジャーデビューの1年半ほど前から尾崎の楽曲を気に入り、自身が主催する劇団ゴジゲンの開演前にクリープハイプの楽曲を流していた。その後Twitterで尾崎がゴジゲンについて発言したのを切っ掛けに交流が始まり、メジャーデビュー以降のビデオクリップを松居が監督している[16]。
- 2ndシングル『社会の窓」ではミュージックビデオと別に、原案：尾崎世界観、監督：松居大悟のドキュメンタリー・ショート・ムービー「あたしの窓」が作成され初回限定版DVDに収録された。また、Twitterの呟きだけで構成されたMVが作成された[17]。
- 2014年4月30日、森永乳業の粉末クリーム『クリープ』とコラボレーションし、“愛のプロジェクト”を始動。尾崎世界観が「クリープ」を書き下ろした。これは両者が単に名前が似ているからというわけではなく、「クリープ」は“ミルクのおいしさがギュッとつまったクリーミングパウダー”を通じて、そして「クリープハイプ」は“音楽”を通じて、“愛”を伝えているという本質の部分で深く繋がっていることから、プロジェクト始動にいたった[18]。

## ディスコグラフィ

### メジャー

#### シングル
|            | 発売日         | タイトル                     | 最高位 | 規格品番                    | 規格品番   | 備考 | 収録アルバム                               |
| 初回限定盤 | 発売日         | タイトル                     | 最高位 | 通常盤                      |            | 備考 | 収録アルバム                               |
| ---------- | -------------- | ---------------------------- | ------ | --------------------------- | ---------- | --- | ------------------------------------------ |
| 1st        | 2012年10月3日  | おやすみ泣き声、さよなら歌姫 | 7位    | VIZL-498                    | VICL-36727 | | 吹き零れる程のI、哀、愛                    |
| 2nd        | 2013年3月6日   | 社会の窓                     | 10位   | VIZL-522                    | VICL-36758 | | 吹き零れる程のI、哀、愛                    |
| 3rd        | 2013年5月1日   | 憂、燦々                     | 10位   | VIZL-535                    | VICL-36768 | 資生堂「ANESSA」2013年CMソング | 吹き零れる程のI、哀、愛                    |
| 4th        | 2014年5月7日   | 寝癖                         | 5位    | UMCK-9672                   | UMCK-5469  | このシングルよりユニバーサルシグマに移籍                                                                                          | 一つになれないなら、せめて二つだけでいよう |
| 5th        | 2014年7月23日  | エロ／二十九、三十           | 7位    | UMCK-9684                   | UMCK-5482  | | 一つになれないなら、せめて二つだけでいよう |
| 6th        | 2014年11月5日  | 百八円の恋                   | 14位   | UMCK-5497                   | UMCK-9708  | 映画『百円の恋』主題歌 | 一つになれないなら、せめて二つだけでいよう |
| 7th        | 2015年5月5日   | 愛の点滅                     | 5位    | UMCK-5568(青) PDCS-5916(黄) | UMCK-9734  | 映画『脳内ポイズンベリー』主題歌                                                                                                  | 世界観                                     |
| 8th        | 2015年9月30日  | リバーシブルー               | 16位   | UMCK-9770                   | UMCK-5583  | 明星一平ちゃん 夜店の焼きそば（マヨンヌ篇）CMソング                                                                               | 世界観                                     |
| 9th        | 2016年3月23日  | 破花                         | 14位   | UMCK-9814                   | UMCK-5594  | 代々木ゼミナール「代ゼミ、合格改革。」篇 CMソング                                                                                 | 世界観                                     |
| 10th       | 2016年8月10日  | 鬼                           | 12位   | UMCK-9857                   | UMCK-5607  | ドラマ『そして、誰もいなくなった』主題歌                                                                                          | 世界観                                     |
| 11th       | 2017年4月26日  | イト                         | 15位   | UMCK-9904                   | UMCK-5624  | 映画『帝一の國』主題歌 | 泣きたくなるほど嬉しい日々に               |
|            | 2019年10月10日 | バンド 二〇一九              |        | 配信限定                    | 配信限定   | | 未収録                                     |
|            | 2020年1月10日  | 愛す (チプルソ Remix)        |        | 配信限定                    | 配信限定   | | 未収録                                     |
|            | 2020年1月17日  | 愛す (betcover!! Remix)      |        | 配信限定                    | 配信限定   | | 未収録                                     |
| 12th       | 2020年1月22日  | 愛す                         | 21位   | UMCK-7052                   | UMCK-5688  | CX系「ウケメン」エンディング・テーマ                                                                                              | 夜にしがみついて、朝で溶かして             |
|            | 2020年1月24日  | 愛す (津野米咲 Remix)        |        | 配信限定                    | 配信限定   | | 未収録                                     |
|            | 2020年1月31日  | 愛す (空音 Remix)            |        | 配信限定                    | 配信限定   | | 未収録                                     |
|            | 2020年6月5日   | およそさん                   |        | 配信限定                    | 配信限定   | NHK Eテレ『あはれ!名作くん』主題歌                                                                                                | 未収録                                     |
|            | 2020年9月18日  | 幽霊失格                     |        | 配信限定                    | 配信限定   | オンライン体験型ドラマ『幽霊失格』                                                                                                | 夜にしがみついて、朝で溶かして             |
|            | 2020年10月9日  | モノマネ                     |        | 配信限定                    | 配信限定   | 劇場アニメ『どうにかなる日々』主題歌                                                                                              | 夜にしがみついて、朝で溶かして             |
|            | 2021年4月9日   | 四季                         |        | 配信限定                    | 配信限定   | フジテレビ系『奇跡体験!アンビリバボー』エンディングテーマ（2020年7月-2021年6月）                                                  | 夜にしがみついて、朝で溶かして             |
|            | 2021年8月23日  | しょうもな                   |        | 配信限定                    | 配信限定   | テレビ東京系水ドラ25『八月は夜のバッティングセンターで。』オープニングテーマ                                                      | 夜にしがみついて、朝で溶かして             |
|            | 2021年11月12日 | ナイトオンザプラネット       |        | 配信限定                    | 配信限定   | 映画『ちょっと思い出しただけ』主題歌                                                                                              | 夜にしがみついて、朝で溶かして             |
|            | 2022年4月18日  | exダーリン                   |        | 配信限定                    | 配信限定   | 1stアルバム『死ぬまで一生愛されてると思ってたよ』の初回盤ボーナストラックに収録されていた楽曲を、メジャーデビュー10周年記念に再録 | 未収録                                     |
|            | 2022年9月28日  | 愛のネタバレ                 |        | 配信限定                    | 配信限定   | | だからそれは真実                           |
|            | 2022年12月14日 | 本当なんてぶっ飛ばしてよ     |        | 配信限定                    | 配信限定   | 『クリープハイプの声をシャワーのように浴びる展』テーマソング                                                                      | だからそれは真実                           |
|            | 2023年5月31日  | 青梅                         |        | 配信限定                    | 配信限定   | マッチングアプリ『Pairs』 「本命ならペア―ズ」web CMソング                                                                         | こんなところに居たのかやっと見つけたよ     |
|            | 2023年9月6日   | I                            |        | 配信限定                    | 配信限定   | | こんなところに居たのかやっと見つけたよ     |
|            | 2024年4月17日  | 喉仏                         |        | 配信限定                    | 配信限定   | MBS・TBS系ドラマイズム『滅相も無い』主題歌                                                                                        | こんなところに居たのかやっと見つけたよ     |
|            | 2024年7月10日  | あと5秒                      |        | 配信限定                    | 配信限定   | | こんなところに居たのかやっと見つけたよ     |
|            | 2025年7月30日  | ざらめき                     |        | 配信限定                    | 配信限定   | |                                            |

#### EP
|            | 発売日        | タイトル         | 最高位 | 規格品番  | 規格品番  |
| 初回限定盤 | 発売日        | タイトル         | 最高位 | 通常盤    |           |
| ---------- | ------------- | ---------------- | ------ | --------- | --------- |
| 1st        | 2023年3月29日 | だからそれは真実 | 6位    | UMCK-7209 | UMCK-1742 |

#### オリジナルアルバム
|            | 発売日                                           | タイトル                                                 | 最高位 | 規格品番                                          | 規格品番   |
| 初回限定盤 | 発売日                                           | タイトル                                                 | 最高位 | 通常盤                                            |            |
| ---------- | ------------------------------------------------ | -------------------------------------------------------- | ------ | ------------------------------------------------- | ---------- |
| 1st        | 2012年4月18日 2013年4月1日（完全生産限定愛蔵盤） | 死ぬまで一生愛されてると思ってたよ                       | 19位   | VIZL-470(初回限定盤) VIZL-537(完全生産限定愛蔵盤) | VICL-63865 |
| 2nd        | 2013年7月24日                                    | 吹き零れる程のI、哀、愛                                  | 6位    | VIZL-546                                          | VICL-64040 |
| 3rd        | 2014年12月3日                                    | 一つになれないなら、せめて二つだけでいよう               | 9位    | UMCK-9709                                         | UMCK-1498  |
| 4th        | 2016年9月7日                                     | 世界観                                                   | 4位    | UMCK-9860                                         | UMCK-1551  |
| 5th        | 2018年9月26日                                    | 泣きたくなるほど嬉しい日々に                             | 4位    | UMCK-9964                                         | UMCK-1607  |
|            | 2020年10月21日                                   | 劇場アニメ「どうにかなる日々」オリジナルサウンドトラック | 50位   |                                                   | UMCK-1663  |
| 6th        | 2021年12月8日                                    | 夜にしがみついて、朝で溶かして                           | 3位    | UMCK-7147                                         | UMCK-1705  |
| 7th        | 2024年12月4日                                    | こんなところに居たのかやっと見つけたよ                   | 11位   | UMCK-7263                                         | UMCK-1786  |

#### トリビュートアルバム
| 発売日        | タイトル                                       | 最高位 | 規格品番  |
| 発売日        | タイトル                                       | 最高位 | 通常盤    |
| ------------- | ---------------------------------------------- | ------ | --------- |
| 2024年8月28日 | もしも生まれ変わったならそっとこんな声になって | 8位    | UMCK-1772 |

#### 非公式ベストアルバム
- 公式サイトのディスコグラフィでは未掲載

| 発売日        | タイトル             | 最高位 | 規格品番                                    | 規格品番   |
| 発売日        | タイトル             | 最高位 | 初回限定盤                                  | 通常盤     |
| ------------- | -------------------- | ------ | ------------------------------------------- | ---------- |
| 2014年3月12日 | クリープハイプ名作選 | 38位   | VIZL-651(初回限定盤A) VIZL-652(初回限定盤B) | VICL-64142 |

#### 作品集
|            | 発売日        | タイトル                   | 最高位 | 規格品番  | 規格品番  |
| 初回限定盤 | 発売日        | タイトル                   | 最高位 | 通常盤    |           |
| ---------- | ------------- | -------------------------- | ------ | --------- | --------- |
| 1st        | 2017年2月22日 | もうすぐ着くから待っててね | 12位   | UMCK-9895 | UMCK-5619 |

### 参加作品
| 発売日         | タイトル | 規格品番                         | 収録曲                              | 備考                                                                                             |
| -------------- | --- | -------------------------------- | ----------------------------------- | ------------------------------------------------------------------------------------------------ |
| 2014年10月22日 | I LOVE FC MORE THAN EVER | AICL-2751                        | 1.吐きたくなるほど愛されたい        | フラワーカンパニーズ結成25周年記念トリビュートアルバム。                                         |
| 2015年7月29日  | 東京スカパラダイスオーケストラ 『爆音ラヴソング/めくったオレンジ』                                                          | CTCR-40371 CTCR-40373            | 1.爆音ラヴソング 2.めくったオレンジ | 尾崎世界観がゲストボーカルとして参加。 作詞・編曲も担当。                                        |
| 2015年12月2日  | アイノネ | UMCK-5588                        | 1.アイノネ                          | YEN TOWN BANDの約20年ぶりのシングル。 コーラスとして参加。                                       |
| 2015年12月23日 | スピッツトリビュートアルバム 「JUST LIKE HONEY 〜『ハチミツ』20th Anniversary Tribute〜」                                   | UPJH-9016                        | 7. あじさい通り                     | スピッツの6thアルバム「ハチミツ」の発売 20年を記念したトリビュート・アルバム。                   |
| 2016年12月7日  | 銀杏BOYZ『トリビュートアルバムきれいなひとりぼっちたち』                                                                    | UPCH-2105                        | 4.援助交際                          | 銀杏BOYZのトリビュートアルバム。バンドとして「援助交際」をカバー、少しアレンジが加えられている。 |
| 2017年11月8日  | ポルカドットスティングレイ『全知全能』                                                                                      | UMCK-1622                        | 13.レム                             | バイオリニストとして長谷川が参加。                                                               |
| 2018年3月21日  | エレファントカシマシ『トリビュートアルバムエレファントカシマシ カヴァーアルバム3 〜A Tribute to The Elephant Kashimashi〜』 | UPCH-2105                        | 8.さよならパーティー                | エレファントカシマシのトリビュートアルバム。バンドとして「さよならパーティー」をカバー。         |
| 2019年7月24日  | UNISON SQUARE GARDEN『Thank you, ROCK BANDS! 〜UNISON SQUARE GARDEN 15th Anniversary Tribute Album〜』                      | TFCC-86773 TFCC-86774 TFCC-86775 | 10.さよなら第九惑星                 | UNISON SQUARE GARDENのトリビュートアルバム。バンドとして「さよなら第九惑星」をカバー。           |

## ミュージックビデオ
| 公開日     | 監督           | 曲名                                          | 備考                                                                      |
| ---------- | -------------- | --------------------------------------------- | ------------------------------------------------------------------------- |
| 2010/08/16 | 小嶋貴之       | 左耳                                          |                                                                           |
| 2011/06/30 | 丸山太郎       | 欠伸                                          |                                                                           |
| 2011/07/24 | 加藤マニ       | ウワノソラ                                    |                                                                           |
| 2011/12/21 | 清家崇人       | HE IS MINE                                    |                                                                           |
| 2012年     | 池田剛         | 手と手                                        |                                                                           |
| 2012年     | 池田剛         | 身も蓋もない水槽 〜2012年6月9日 赤坂BLITZにて |                                                                           |
| 2012年     | 松居大悟       | オレンジ                                      |                                                                           |
| 2012年     | 松居大悟       | オレンジ（昼version）                         |                                                                           |
| 2012年     | 松居大悟       | おやすみ泣き声、さよなら歌姫                  | 出演:大東駿介                                                             |
| 2013年     | 松居大悟       | 社会の窓                                      | 出演:山田真歩(ドキュメンタリー・ショート・ムービー「あたしの窓」にも出演) |
| 2013年     | 松居大悟       | 憂、燦々                                      | 出演:池松壮亮・黒川芽以                                                   |
| 2013年     | 松居大悟       | 憂、燦々（オリジナルVer.）                    |                                                                           |
| 2013年     | 松居大悟       | ラブホテル                                    | 出演:高梨臨                                                               |
| 2014年     | 松居大悟       | 寝癖                                          | 出演:高畑充希・郭智博                                                     |
| 2014年     | 松居大悟       | エロ                                          | 出演:落合モトキ・中村映里子                                               |
| 2014年     | 松居大悟       | エロ（大人の事情ver.）                        |                                                                           |
| 2014年     | 松居大悟       | 二十九、三十                                  | 出演:落合モトキ                                                           |
| 2014年     | 松居大悟       | 百八円の恋                                    |                                                                           |
| 2014年     | 尾崎世界観     | 本当                                          |                                                                           |
| 2015年     | 松居大悟       | クリープ                                      | 出演:真山朔 片岡礼子 井上苑子 大関れいか 三浦透子 武田杏香 尾崎世界観     |
| 2015年     | 森祐樹         | 愛の点滅                                      |                                                                           |
| 2015年     | 永口紗也香     | リバーシブルー                                |                                                                           |
| 2015年     | 松居大悟       | わすれもの                                    |                                                                           |
| 2016年     | 永口紗也香     | 破花                                          |                                                                           |
| 2016年     | 松居大悟       | 鬼                                            | 出演:奥野瑛太・YUYU（東京ゲゲゲイ）・椎木知仁（My Hair is Bad）           |
| 2017/03/04 | 萩原楽太郎     | ただ                                          |                                                                           |
| 2017/04/14 | 山口淳太       | イト                                          | 出演:清水ミチコ・ほいけんた・都丸紗也華                                   |
| 2017/05/22 |                | イト (映画『帝一の國』コラボVer.)             |                                                                           |
| 2018/08/22 | 大島潤         | 栞                                            |                                                                           |
| 2018/10/02 | 柘植泰人       | ゆっくり行こう                                | 「Me and Honda×クリープハイプ」名義                                       |
| 2019/10/10 | 長島翔         | バンド 二〇一九                               |                                                                           |
| 2019/11/12 |                | 栞 (MMV)                                      | 漫画「ブルーピリオド」コラボレーションMV                                  |
| 2019/12/11 | AC部           | 愛す                                          | アニメーション                                                            |
| 2020/06/05 | 植草航         | およそさん                                    | アニメーション                                                            |
| 2020/08/28 | エリザベス宮地 | キケンナアソビ                                | 出演:冨手麻妙                                                             |
| 2020/09/18 | の監督×せ監督  | 幽霊失格                                      | 出演:香椎由宇・三吉彩花                                                   |
| 2020/10/09 | 新保拓人       | モノマネ                                      |                                                                           |
| 2021/04/08 | 長島翔         | 四季                                          |                                                                           |
| 2021/08/23 | エリザベス宮地 | しょうもな                                    | 出演:KATY                                                                 |
| 2021/11/12 | 松居大悟       | ナイトオンザプラネット                        | 出演:伊藤沙莉                                                             |
| 2021/12/27 | 駒木根祐紀     | ポリコ                                        | 出演:上村歩未、一絵                                                       |
| 2022/10/06 | 新保拓人       | 愛のネタバレ                                  |                                                                           |
| 2022/12/14 | マザーファッ子 | 本当なんてぶっ飛ばしてよ                      |                                                                           |
| 2023/04/23 |                | 朝にキス                                      |                                                                           |
| 2023/06/07 | 阪元裕吾       | 青梅                                          | 出演:伊澤彩織、天野きき                                                   |
| 2023/08/17 |                | キケンナアソビ(MMV)                           | 漫画「つれないほど青くて あざといくらいに赤い」コラボレーションMV         |
| 2024/04/17 | 山口淳太       | 喉仏                                          | 出演:伊藤万理華                                                           |
| 2024/07/16 | 新保拓人       | あと5秒                                       |                                                                           |
| 2024/11/12 | 中澤太         | 人と人と人と人                                |                                                                           |
| 2024/12/08 | 今原電気       | 生レバ                                        |                                                                           |
| 2025/05/19 |                | ままごと(MMV)                                 | 漫画「ねずみの初恋」コラボレーションMV                                    |
| 2025/08/02 | 今原電気       | ざらめき                                      | 出演:やさしいズ タイ                                                      |

## タイアップ一覧
| 使用年 | 曲名                                       | タイアップ                                                                                        |
| ------ | ------------------------------------------ | ------------------------------------------------------------------------------------------------- |
| 2012年 | 傷つける                                   | 舞台『リリオム』テーマ曲                                                                          |
| 2012年 | おやすみ泣き声、さよなら歌姫               | テレビ東京系『JAPAN COUNTDOWN』10月度エンディングテーマ                                           |
| 2012年 | おやすみ泣き声、さよなら歌姫               | 読売テレビ『音楽ノチカラ』エンディングテーマ                                                      |
| 2013年 | 憂、燦々                                   | 資生堂「ANESSA」2013年CMソング                                                                    |
| 2014年 | 二十九、三十                               | R25「30オトコ」テーマソング                                                                       |
| 2014年 | 百八円の恋                                 | 映画『百円の恋』主題歌                                                                            |
| 2014年 | 百八円の恋                                 | 読売テレビ『音楽ノチカラ』エンディングテーマ                                                      |
| 2015年 | リバーシブルー                             | 明星食品「明星 一平ちゃん夜店の焼きそば(マヨンナ篇)」CMソング                                     |
| 2015年 | 2LDK                                       | 映画『忘れないと誓ったぼくがいた』主題歌                                                          |
| 2015年 | 愛の点滅                                   | 映画『脳内ポイズンベリー』主題歌                                                                  |
| 2015年 | わすれもの                                 | 映画『私たちのハァハァ』主題歌                                                                    |
| 2016年 | 破花                                       | 代々木ゼミナール CMソング                                                                         |
| 2016年 | 鬼                                         | 日本テレビ系日曜ドラマ『そして、誰もいなくなった』主題歌                                          |
| 2016年 | アイニー                                   | NHK Eテレアニメ『境界のRINNE』オープニングテーマ                                                  |
| 2016年 | 校庭の隅に二人、風が吹いて今なら言えるかな | TBS系アニメ『亜人』第2クールエンディングテーマ                                                    |
| 2017年 | 陽 クリープハイプ×谷口鮪（KANA-BOON）ver   | 東京メトロ「Find my Tokyo.」CMソング                                                              |
| 2017年 | イト                                       | 映画『帝一の國』主題歌                                                                            |
| 2018年 | おばけでいいからはやくきて                 | NHK『みんなのうた』2018年 2月・3月のうた                                                          |
| 2018年 | 栞                                         | FM802xTSUTAYA「ACCESS キャンペーンソング                                                          |
| 2018年 | 一生のお願い                               | Netflix『REA(L)OVE』主題歌                                                                        |
| 2018年 | ゆっくり行こう                             | Honda「Me and Honda」イメージソング                                                               |
| 2019年 | ニガツノナミダ                             | ソフトバンク「SoftBank Music Project バレンタイン編」CMソング                                     |
| 2019年 | キケンナアソビ                             | フジテレビ『ウケメン』テーマソング                                                                |
| 2019年 | 二十九、三十                               | ライオン Webドラマ『そろそろ換えどきな私たち』主題歌                                              |
| 2020年 | およそさん                                 | NHK Eテレアニメ『あはれ!名作くん』シーズン5主題歌（2020年4月〜2020年10月）                        |
| 2020年 | 四季                                       | フジテレビ系『奇跡体験!アンビリバボー』エンディングテーマ（2020年7月-2021年6月）                  |
| 2020年 | モノマネ                                   | 劇場アニメ『どうにかなる日々』主題歌                                                              |
| 2021年 | 鬼                                         | 日本テレビ系『千鳥vsかまいたち』オープニングテーマ                                                |
| 2021年 | おばけでいいからはやくきて                 | 日本テレビ系『千鳥vsかまいたち』エンディングテーマ                                                |
| 2021年 | 栞                                         | 映画『14歳の栞』主題歌                                                                            |
| 2021年 | ポリコ                                     | フジテレビ系『キャラダチミュージアム〜MoCA〜』内 短編アニメ『ハイパーポジティブよごれモン』主題歌 |
| 2021年 | キケンナアソビ                             | ABEMA『給与明細』エンディングソング                                                               |
| 2021年 | しょうもな                                 | テレビ東京系 水ドラ25『八月は夜のバッティングセンターで。』オープニングテーマ                     |
| 2021年 | こんなに悲しいのに腹が鳴る                 | テレビ東京系 水ドラ25『八月は夜のバッティングセンターで。』エンディングテーマ                     |
| 2022年 | 二人の間                                   | フジテレビ系『火曜は全力!華大さんと千鳥くん』1月度エンディングテーマ                              |
| 2022年 | ナイトオンザプラネット                     | 映画『ちょっと思い出しただけ』主題歌                                                              |
| 2022年 | 二十九、三十                               | 映画『どうしようもない僕のちっぽけな世界は、』エンディングテーマ                                  |
| 2023年 | 青梅                                       | Pairs「本命ならペアーズ」Web CMソング                                                             |
| 2023年 | キケンナアソビ                             | 『となりのヤングジャンプ』連載作「つれないほど青くて あざといくらいに赤い」4巻発売コラボMV        |
| 2024年 | 喉仏                                       | MBS・TBS系 ドラマイズム『滅相も無い』主題歌                                                       |
| 2024年 | 生レバ                                     | DMM TVドラマ『外道の歌』主題歌                                                                    |
| 2024年 | 星にでも願ってろ                           | EXITV アニメ『ぽちゃーズ』主題歌                                                                  |
| 2025年 | ままごと                                   | 『ヤングマガジン』連載作「ねずみの初恋」コラボMV                                                  |

## ヘビーローテーション/パワープレイ

### テレビ
| 放送年 | 曲名     | ヘビーローテーション/パワープレイ         |
| ------ | -------- | ----------------------------------------- |
| 2012年 | オレンジ | スペースシャワーTV 2012年4月度POWER PUSH! |
| 2012年 | オレンジ | MUSIC ON! TV 2012年4月度M-ON! Recommend   |

## 書籍

### 著書
- クリープハイプ
  - 信じていたのに嘘だったんだ（2013年4月1日）
- 尾崎世界観
  - 祐介（2016年6月30日）[54]
  - 苦汁100%  (2017年5月24日) [55]
  - 苦汁200%  (2018年3月16日)
  - 犬も食わない (2018年10月30日) 千早茜と共作の恋愛小説
  - 祐介・字慰 (2019年5月10日) 尾崎世界観の渾身の初小説。『祐介』の文庫本
  - 泣きたくなるほど嬉しい日々に (2019年7月26日) 雑誌「ダ・ヴィンチ」の2018年4号から1年間にわたって連載された尾崎のエッセイに、書き下ろしの新作を加えている 初恋の女性“マキちゃん”との悲しいエピソードや、フジテレビ系「めざましテレビ」への出演を通じて感じたこと、SNSのエゴサーチで怒りに震えた体験など、尾崎の本心がつづられたエッセイ本
  - 身のある話と、歯に詰まるワタシ（2020年6月19日）
  - 母影(おもかげ)（2021年1月29日） 第164回芥川龍之介賞候補作品[56]
  - 苦汁200%ストロング (2021年5月10)「苦汁200%」に、前作「母影」が芥川賞にノミネートされ、情熱大陸に密着される日々を綴った書き下ろし「芥川賞候補ウッキウ記」を2万字追加
  - 私語と (2022年4月18日)クリープハイプのメジャーデビュー10周年を記念した歌詞集
  - 転の声（2024年7月11日）第171回芥川賞候補作品

### 連載
- 文藝春秋 「本の話 WEB『1分書評』」(尾崎世界観、2015年7月30日 - 、毎月第2木曜日)[57]
- BARFOUT! 「ツバメ・ダイアリー」(尾崎世界観、2016年1月号 - )
- MUSICA 「東京世界観」(尾崎世界観、2016年2月号 - )

## 出演

### 映画
- 自分の事ばかりで情けなくなるよ（2013年10月26日） - 本人役 ※音楽も担当[27]
- 私たちのハァハァ（2015年9月12日） - 本人役 ※音楽も担当 [12]
- ちょっと思い出しただけ（2022年2月11日）- 本人役 ※音楽も担当

### テレビ
- #ハイ ポール（2016年4月 - 、フジテレビ） - 声の出演（尾崎のみ） [58]
- ハイパーポジティブよごれモン(2021年6月27日 - 、フジテレビ放送キャラダチミュージアム〜MoCA〜内 - 声の出演(尾崎のみ)錆崎くん役[59]
- Qリープハイプ（2021年12月11日、BSフジ） - アルバム『夜にしがみついて、朝で溶かして』についてのメンバー総出の質問回答するという番組[60]

### 吹き替え
- ミュータント・タートルズ:ミュータント・パニック！（2023年9月22日）- レイ・フィレット役
  - テイルズ・オブ・ザ・ミュータント・タートルズ（2024年12月6日配信予定）[61]

### PV
- 石崎ひゅーい「花瓶の花」（2016年） - 尾崎のみ[62]

### ラジオ
- 『SCHOOL OF LOCK!』内「クリープLOCKS!」（JFN・TOKYO FM、2014年5月6日 - 2015年9月29日）毎週火曜 23:08 - 23:25
- THE KINGS PLACE（J-WAVE、2012年7月 - 2013年9月）  月曜レギュラー
- SPARK（J-WAVE、2016年4月4日 - 2019年3月25日）[63]  月曜レギュラー（尾崎のみ）
- クリープハイプ 尾崎世界観 声にしがみついて(JFN､2021年9月29日-)

### CM
- JT「ひといきつきながら・雨上がり篇」(2015年12月 - )　※日本テレビ系アナザースカイ限定CM。音楽を担当。[64]
- 東京メトロ「Find my Tokyo.」（2017年） - 尾崎のみ [65]